# Esta cocina es un infierno
Esta cocina es un infierno fue un reality show emitido en España durante el año 2006 en Telecinco. La mecánica consistía en reunir a 12 famosos para que convivieran en una mansión, además de aprender a cocinar. El programa fue presentado por Carolina Ferre. Este programa se ha vuelto a emitir desde el 22 de julio de 2013 en Nueve.
Cada semana se realizaba una cena en directo (gala) y el equipo perdedor debía nominar. El chef de dicho equipo, escogía al mejor cocinero de la semana y ese era el que nominaba a dos compañeros. El concursante ganador conseguiría un premio de 60.000 euros.

## Chefs
| Chef           | Equipo        |
| Sergi Arola    | Equipo Negro  |
| Mario Sandoval | Equipo Blanco |

## Concursantes
| Famosos          | Famosos     | Procedencia | Edad                                   | Profesión                     | Equipo       | Duración      | Información |
| ---------------- | ----------- | ----------- | -------------------------------------- | ----------------------------- | ------------ | ------------- | ----------- |
|                  | Bárbara Rey | Totana      | 56 años                                | Actriz, vedete y presentadora | Equipo Negro | 43 días       | Ganadora    |
| Ernesto Neyra    | Huelva      | 43 años     | Exmarido de Carmina Ordóñez            | Equipo Blanco                 | 43 días      | 2.º finalista |             |
| Marbelys Zamora  | Madrid      | 30 años     | Bailarina profesional                  | Equipo Negro                  | 43 días      | 3.ª finalista |             |
| Bienvenida Pérez | Valencia    | 49 años     | Escritora y aristócrata                | Equipo Blanco                 | 36 días      | 9.ª expulsada |             |
| Enrique Miranda  | Cádiz       | 35 años     | Míster España 1997                     | Equipo Negro                  | 36 días      | 8.º expulsado |             |
| Michel Guevara   | Logroño     | 36 años     | Bailarín, exmarido de Marlène Mourreau | Equipo Blanco                 | 36 días      | 7.º expulsado |             |
| Farah Ahmed      | Melilla     | 25 años     | Miss Melilla 2004                      | Equipo Negro                  | 36 días      | 6.ª expulsada |             |
| DJ Kun           | Madrid      | 32 años     | Cantante                               | Equipo Blanco                 | 29 días      | 5.º expulsado |             |
| Óscar Lozano     | Alcorcón    | 46 años     | Empresario y colaborador               | Equipo Negro                  | 22 días      | 4.º expulsado |             |
| Vanessa Mariño   | Lugo        | 25 años     | Miss Lugo 2002                         | Equipo Blanco                 | 15 días      | 3.ª expulsada |             |
| Pino D'Angiò     | Madrid      | 54 años     | Cantautor                              | Equipo Negro                  | 8 días       | 2.º expulsado |             |
| Leticia Sabater  | Barcelona   | 40 años     | Presentadora y cantante                | Equipo Blanco                 | 1 día        | 1.ª expulsada |             |

## Estadísticas semanales
|               | Gala 1      | Gala 2        | Gala 3         | Gala 4        | Gala 5        | Semifinal                                           | Final                       |
| ------------- | ----------- | ------------- | -------------- | ------------- | ------------- | --------------------------------------------------- | --------------------------- |
| Bárbara       | Inmune      | Salvada       | Inmune         | Nominada      | Inmune        | Nominada                                            | Ganadora                    |
| Ernesto       | Salvado     | Inmune        | Inmune         | Inmune        | Salvado       | Nominado                                            | 2.º finalista               |
| Marbelys      | Inmune      | Nominada      | Inmune         | Inmune        | Inmune        | Nominada                                            | 3.ª finalista               |
| Bienvenida    | Salvada     | Inmune        | Nominada       | Inmune        | Inmune        | Expulsada                                           | 9.ª expulsada               |
| Enrique       | Inmune      | Salvado       | Inmune         | Salvado       | Inmune        | Expulsado                                           | 8.º expulsado               |
| Michel        | Inmune      | Inmune        | Salvado        | Inmune        | Nominado      | Expulsado                                           | 7.º expulsado               |
| Farah         | Inmune      | Salvada       | Inmune         | Salvada       | Inmune        | Expulsada                                           | 6.ª expulsada               |
| DJ Kun        | Nominado    | Inmune        | Salvado        | Inmune        | Expulsado     | 5.º expulsado                                       | 5.º expulsado               |
| Óscar         | Inmune      | Inmune        | Inmune         | Expulsado     | 4.º expulsado | 4.º expulsado                                       | 4.º expulsado               |
| Vanessa       | Salvada     | Inmune        | Expulsada      | 3.ª expulsada | 3.ª expulsada | 3.ª expulsada                                       | 3.ª expulsada               |
| Pino          | Inmune      | Expulsado     | 2.º expulsado  | 2.º expulsado | 2.º expulsado | 2.º expulsado                                       | 2.º expulsado               |
| Leticia       | Expulsada   | 1.ª expulsada | 1.ª expulsada  | 1.ª expulsada | 1.ª expulsada | 1.ª expulsada                                       | 1.ª expulsada               |
| Eliminados    | Leticia 53% | Pino 65%      | Vanessa 56%    | Óscar 51,3%   | DJ Kun 62,5%  | Farah 1,2% Michel 4,3% Enrique 4,6% Bienvenida 5,4% | Marbelys 7,9% Ernesto 44,5% |
| No eliminados | DJ Kun 47%  | Marbelys 35%  | Bienvenida 44% | Bárbara 48,7% | Michel 37,5%  | Marbelys 6,7% Bárbara 37,6% Ernesto 40,2%           | Bárbara 47,6%               |

## Audiencias

### Galas
| Programa | Características del programa                                | Fecha de emisión      | Audiencia         | Reposición en Nueve |
| -------- | ----------------------------------------------------------- | --------------------- | ----------------- | ------------------- |
| 1        | Gala 1 / Presentación / Primeras nominaciones               | 9 de febrero de 2006  | 3 033 000 (21,2%) | 41 000 (0,3%)       |
| 2        | Gala 2 / Expulsión Leticia Sabater                          | 16 de febrero de 2006 | 2 689 000 (18,9%) | 34 000 (0,3%)       |
| 3        | Gala 3 / Expulsión Pino D'Angiò                             | 23 de febrero de 2006 | 2 406 000 (16,3%) | 28 000 (0,2%)       |
| 4        | Gala 4 / Expulsión Vanessa Mariño                           | 2 de marzo de 2006    | 2 757 000 (19,2%) | 16 000 (0,1%)       |
| 5        | Gala 5 / Expulsión Óscar Lozano                             | 9 de marzo de 2006    | 2 616 000 (18,4%) | 13 000 (0,1%)       |
| 6        | Gala 6 / Semifinal / Expulsión DJ Kun / Todos nominados     | 16 de marzo de 2006   | 2 748 000 (20,0%) | 29 000 (0,2%)       |
| 7        | Gala 7 / Final / Múltiple expulsión / Ganadora: Bárbara Rey | 23 de marzo de 2006   | 2 335 000 (18,6%) | 38 000 (0,3%)       |

## Audiencia media
| Edición                                     | Fecha | Cadena    | Espectadores | Cuota |
| ------------------------------------------- | ----- | --------- | ------------ | ----- |
| Esta cocina es un infierno: Primera edición | 2006  | Telecinco | 2.655.000    | 18,9% |

- Datos: Q5637121